# 科沃斯機器人
科沃斯机器人（英語：Ecovacs Robotics，上交所：603486）是一家中国主要生產家用機器人的公司。

## 历史
公司由钱东奇于1998年创立，总部位于中華人民共和國江蘇省苏州市。截至2013年，科沃斯机器人在中国机器人市场的份额超过60%。2018年，科沃斯在上交所上市。